# Trefacio
Trefacio est une municipalité espagnole de la communauté autonome de Castille-et-León et de la province de Zamora. Au 1er janvier 2022 elle compte 185 habitants. 

## Géographie et climat
Trefacio est situé sur le plateau castillan à une altitude d'environ 970 m. La capitale provinciale, Zamora, se trouve au sud-est à environ 110 km . Il y a de nombreuses montagnes dans la commune. Le climat est assez froid en hiver et chaud en été. Il pleut (1 114 mm/an) tout au long de l'année.

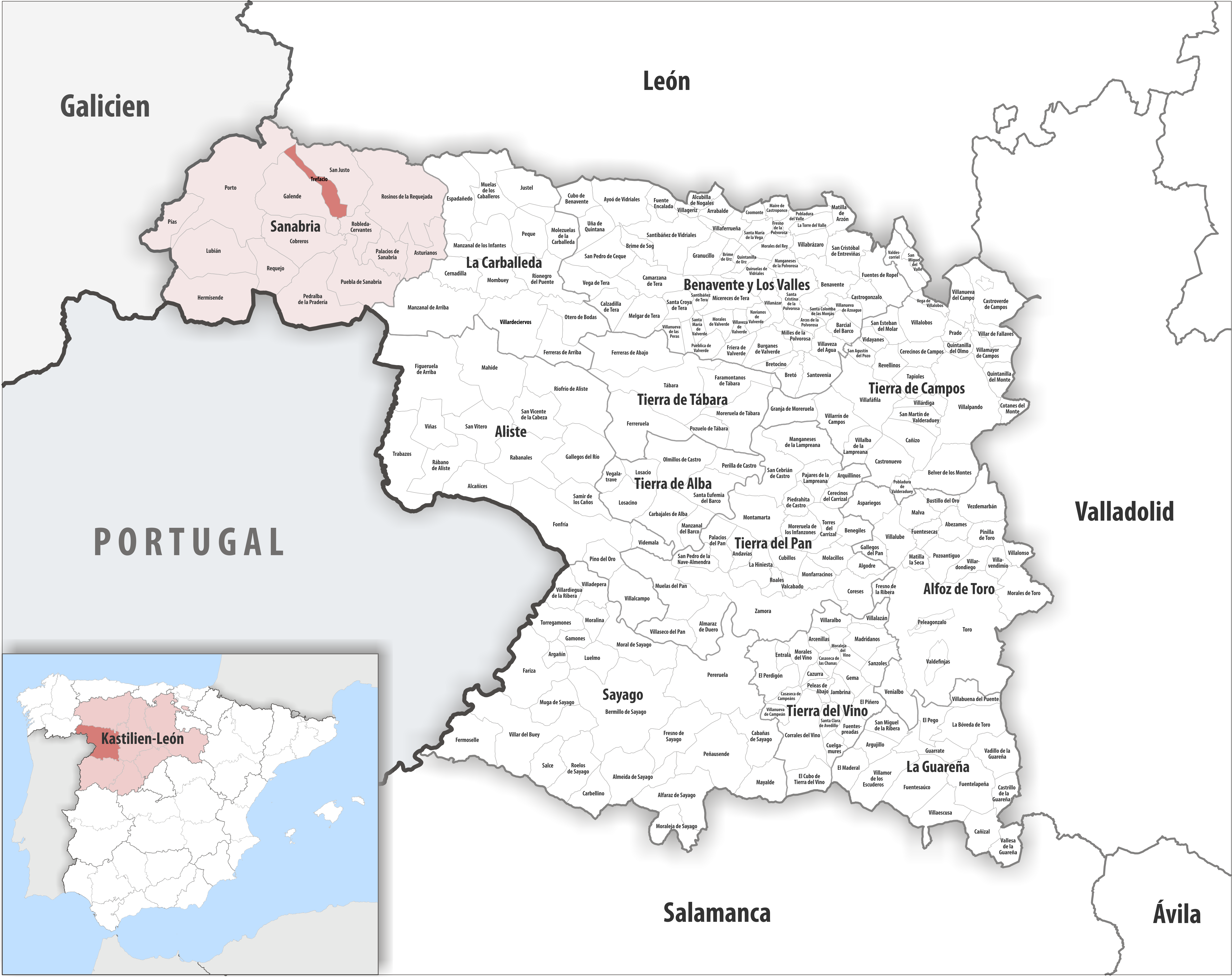
Carte géographique

## Démographie
| Année     | 1970 | 1981 | 1991 | 2001 | 2011 | 2021 | 2022 |
| Habitants | 501  | 327  | 258  | 239  | 186  | 186  | 185. |

Le déclin  de la population dans la seconde moitié du XXe siècle est dû en grande partie à la mécanisation de l'agriculture et à la perte d'emplois qui en découle.